# Aaron Essel
Aaron Essel (* 30. Juli 2005 in Sekondi-Takoradi) ist ein ghanaischer Fußballspieler, der beim FC St. Johnstone in Schottland unter Vertrag steht und an den North Texas SC verliehen ist.

## Karriere

### Verein
Aaron Essel wurde in der ghanaischen Zwillingsstadt Sekondi-Takoradi geboren. Bis zum Jahr 2024 spielte er für Bechem United in der Ghana Premier League. Im Juli 2024 wechselte Essel zum FC St. Johnstone nach Schottland, nachdem er zuvor im Probetraining überzeugt hatte. Essel gab im gleichen Monat sein Pflichtspieldebüt bei einem 2:1-Sieg gegen Brechin City im Ligapokal. In seinem dritten Einsatz für den Verein aus Perth wurde er im Ligapokalspiel gegen Alloa Athletic mit der Roten Karte vom Platz gestellt. Sein Debüt in der Scottish Premiership gab er am 5. August 2024 bei einer 1:2-Niederlage im McDiarmid Park gegen den FC Aberdeen.

### Nationalmannschaft
Aaron Essel spielte im Jahr 2022 viermal in der ghanaischen U20-Nationalmannschaft während des Turniers von Toulon. Ein Jahr später nahm er mit der U23-Nationalmannschaft am Afrika-Cup in Marokko teil. Dabei kam er in allen drei Gruppenspielen gegen die Republik Kongo, den Gastgeber Marokko und Guinea zum Einsatz.